# Piazza del Popolo

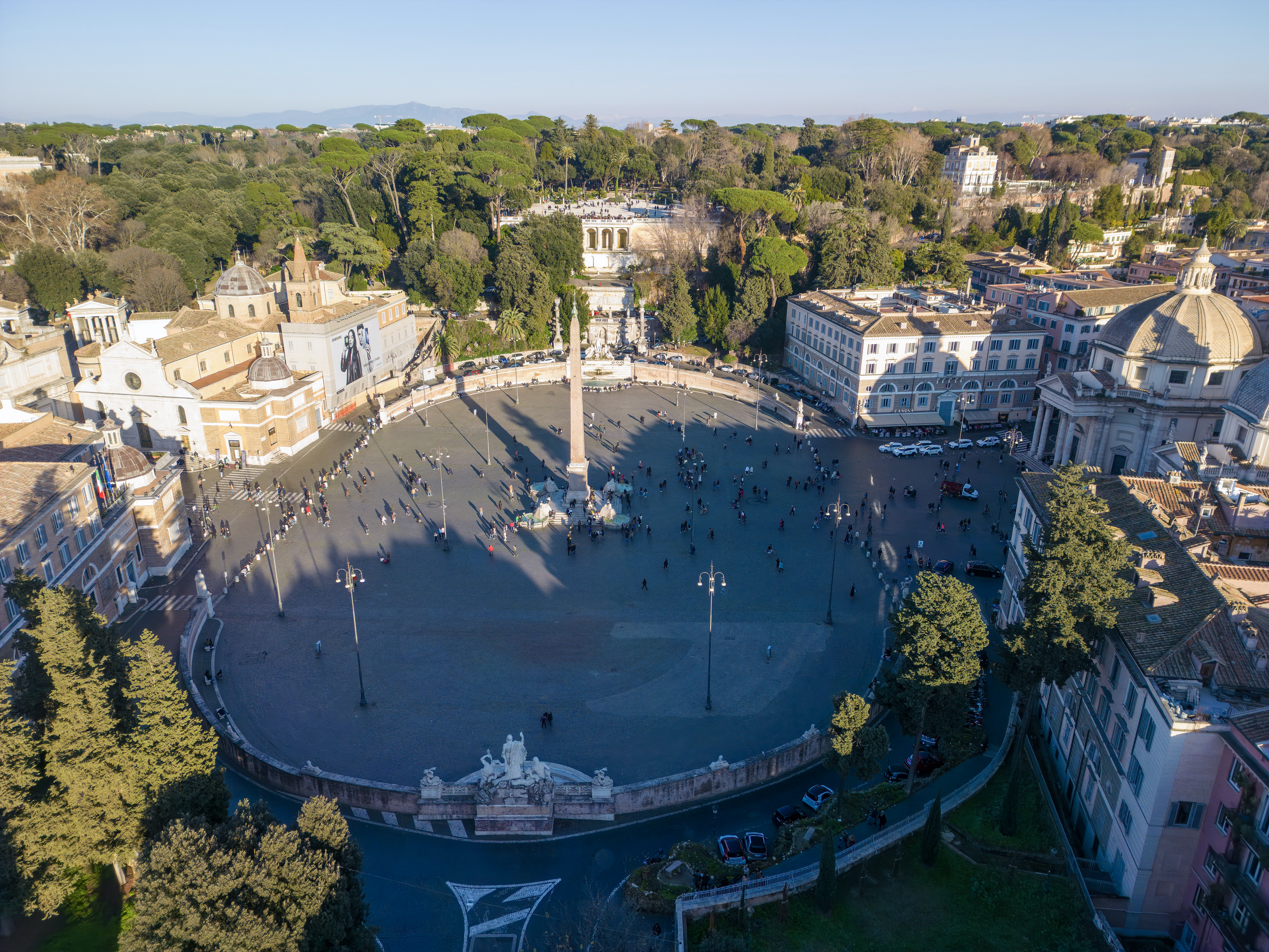
Piazza del Popolo.

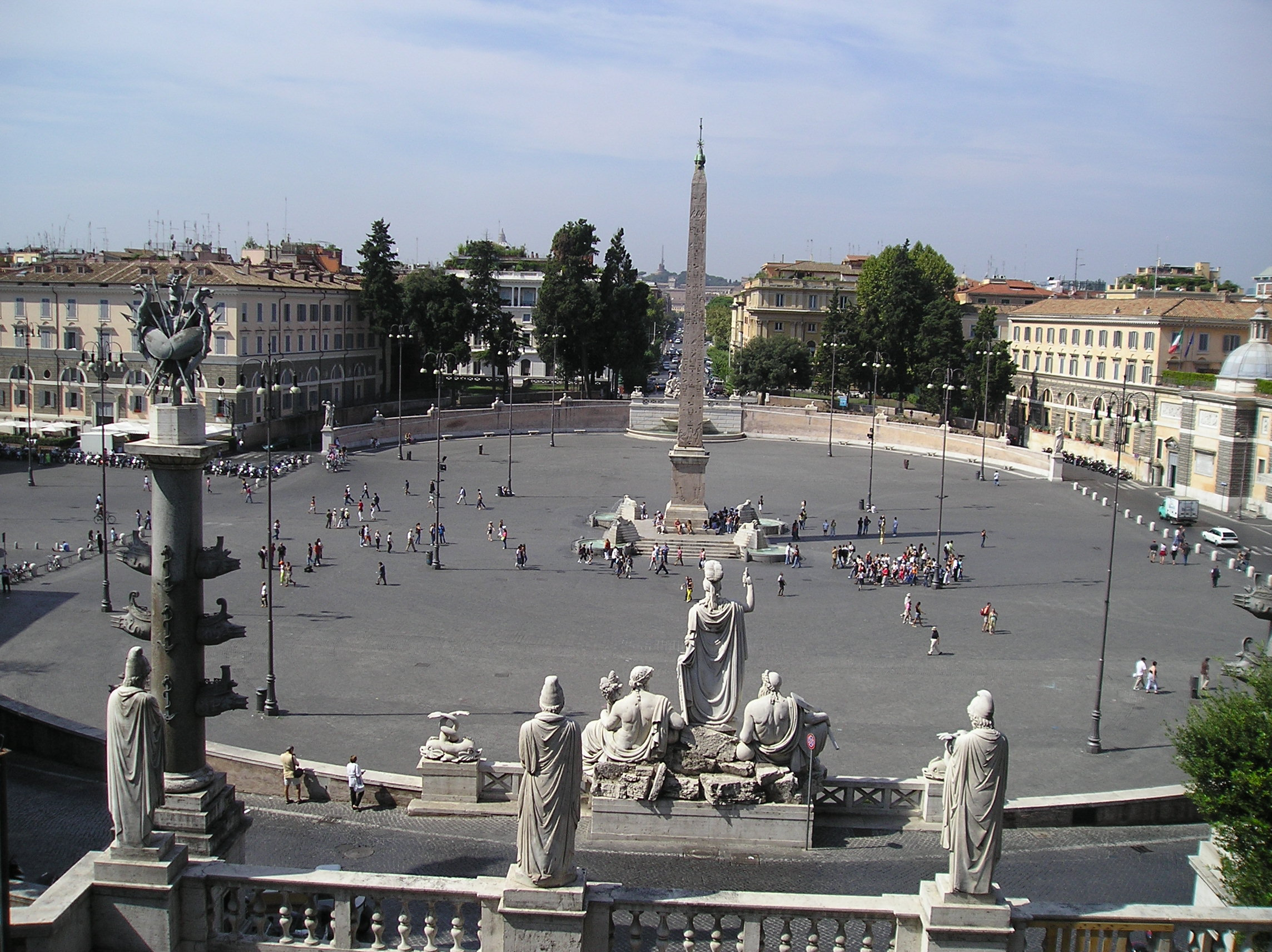
Uitzicht op het plein

De Piazza del Popolo is een bekend plein in Rome.
De naam betekent in het Italiaans letterlijk "Plein van het volk", maar historisch gezien komt de naam van de populier (populus in het Latijn), waar de kerk Santa Maria del Popolo aan het plein ook haar naam aan dankt.

## Het plein
Het plein is tussen 1811 en 1822 ontworpen door de architect Giuseppe Valadier in neoklassieke stijl. In het ontwerp van het plein zijn de stijl en indeling te herkennen van het ontwerp van Gian Lorenzo Bernini voor het Sint-Pietersplein in Vaticaanstad.
Aan de zuidzijde van het plein staan twee vrijwel identieke kerken, gescheiden door de Via del Corso, de Santa Maria dei Miracoli en de Santa Maria di Montesanto.
Aan de noordzijde staat de oude kerk Santa Maria del Popolo. Naast deze kerk staat de Porta del Popolo, de noordelijke stadspoort van de Aureliaanse Muur. De poort is gebouwd in 1561, waarschijnlijk naar een ontwerp van Michelangelo. De binnenzijde is opnieuw ontworpen door Bernini in 1655.
Het plein ligt aan de voet van de Pincio heuvel, waar zich de bekende Pinciotuinen en de Piazza Napoleone bevinden. Vanaf de hoog gelegen Piazza Napoleone is er een prachtig uitzicht op de Piazza del Popolo en de skyline van Rome.

## De obelisk

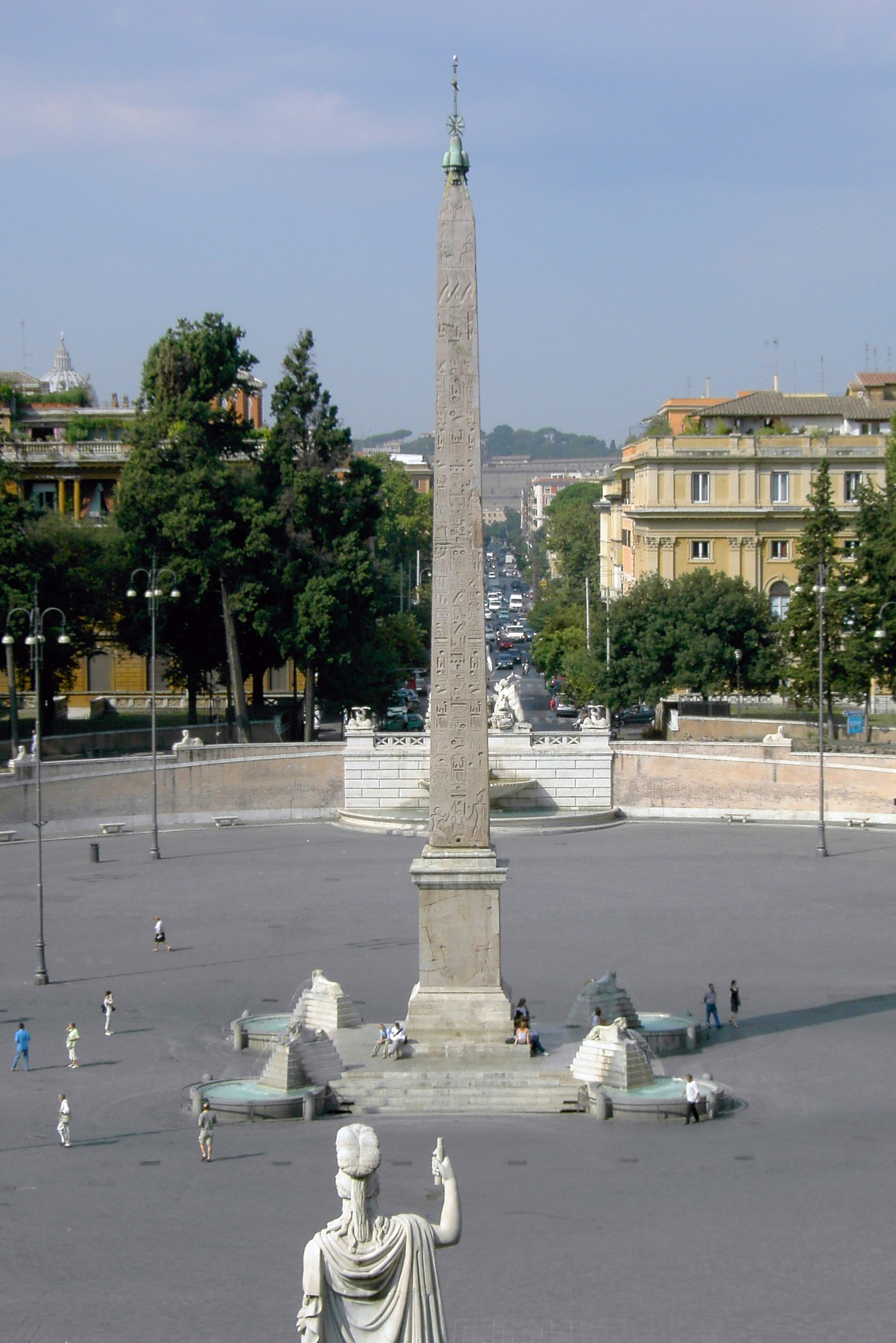
De Egyptische obelisk van Ramses II in het midden van het plein.

In het midden van het plein staat een Egyptische obelisk die oorspronkelijk in het Circus Maximus op de spina stond. Na de val van het Romeinse Rijk werd het Circus niet meer gebruikt en verviel tot een ruïne. De obelisk raakte langzaamaan begraven door het stijgende grondniveau. Aan het eind van de 16e eeuw werd de obelisk weer terug gevonden. In opdracht van paus Sixtus V werd de obelisk gerestaureerd en door Domenico Fontana naar de Piazza del Popolo verplaatst.

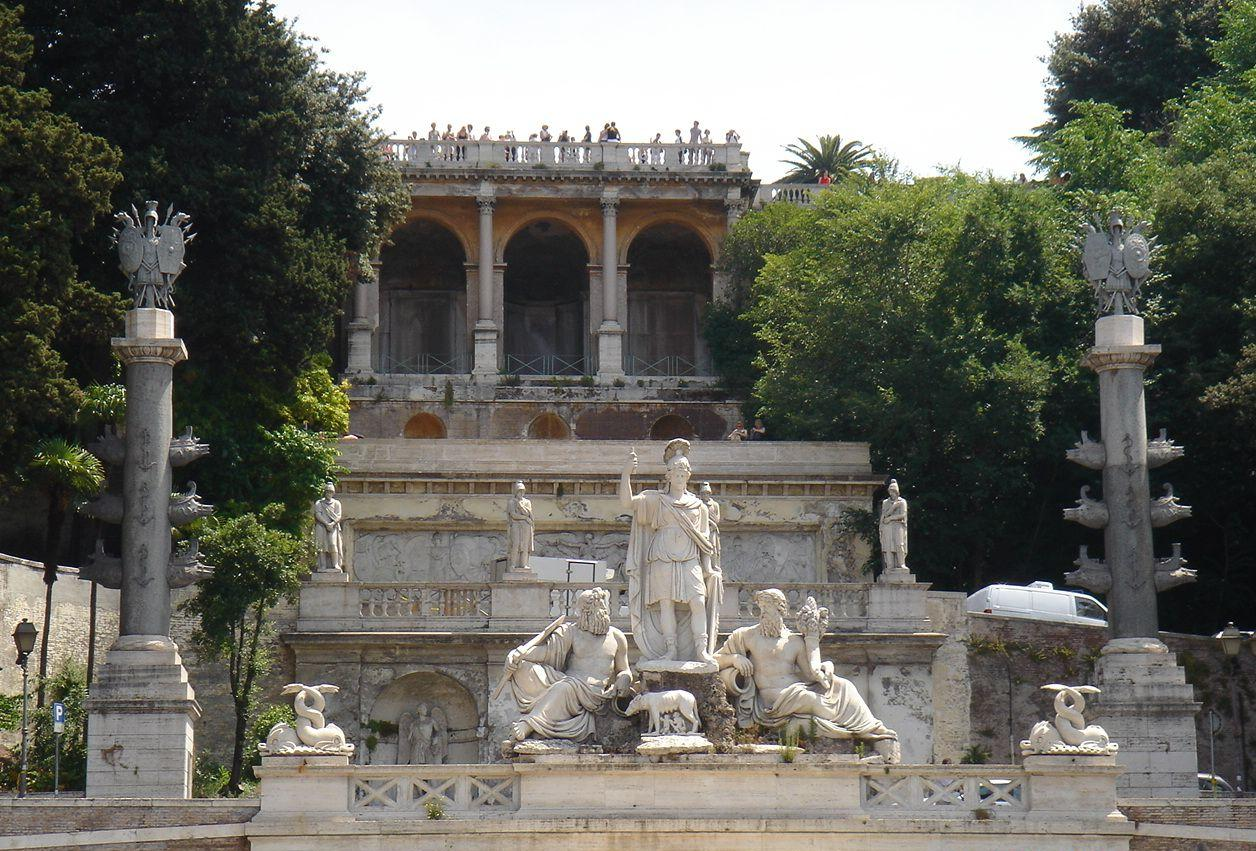
De trappen van de Piazza del Popolo die naar de Pincio heuvel leiden. Het balkon van de Piazza Napoleone bevindt zich boven de arcaden.
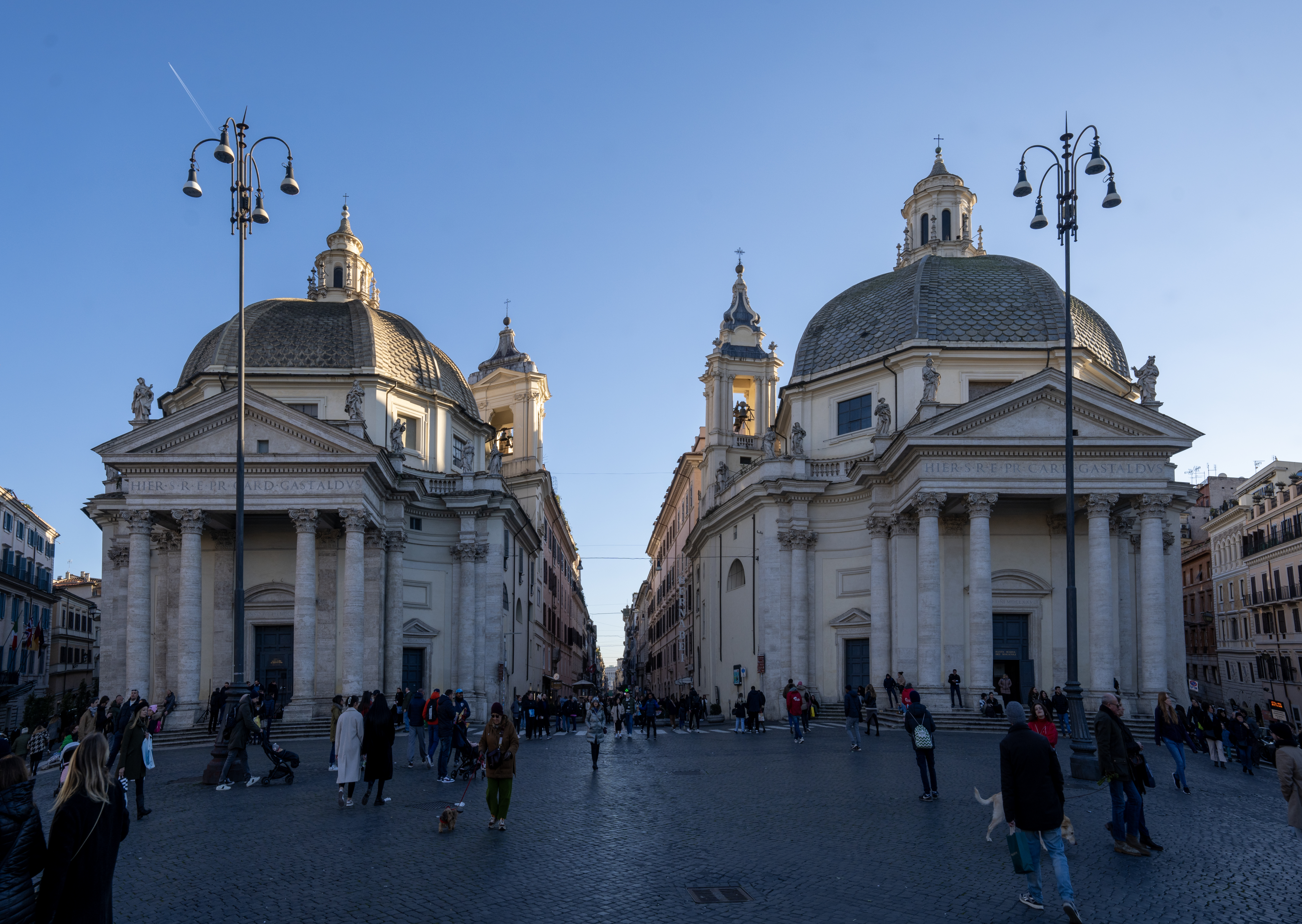
De tweelingkerken van de Piazza del Popolo, Santa Maria di Montesanto (links) en Santa Maria dei Miracoli (rechts).
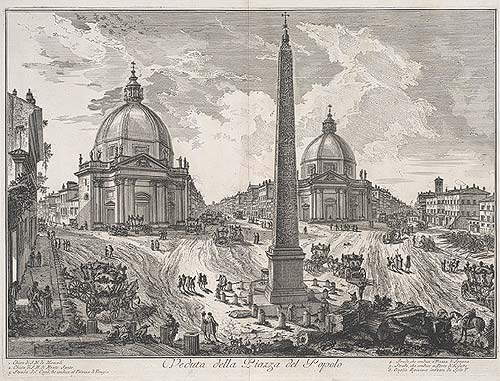
Ets van Piranesi uit de 18e eeuw.